# Nyctibius griseus
El nictibio urutaú (Nyctibius griseus), también denominado ave bruja, acudo, nictibio, guajojó, potoo, perosna, urutaú común, guaiguîgué, pájaro fantasma, pájaro bruja, kakuy, cacuy, pericoligero, pájaro estaca menor, ayaymama, bien parado o estaquero común, es una especie de ave nictibiforme de la familia Nyctibiidae que se encuentra en Centroamérica y Sudamérica, desde la región sureste de México al norte y noreste de Argentina y al sur de Paraguay.

## Descripción
Su forma facial lo hace un pájaro muy característico. Entre otras cosas que lo hacen un animal muy interesante es su canto y el hecho de que tan solo ponen un huevo.
Mide 34 cm de longitud. Es mucho más oído que visto. De día permanece erguido e inmóvil, a media altura, en el extremo de un palo seco al que parece continuar. Tiene aspecto de corteza. Al anochecer, emite un silbo largo como lamento humano «ooú..», seguido de cortas notas decrecientes: «ú..u..u..u..u...» El pico es corto y ancho. Larga cola barrada. De noche ojos rojos como los atajacaminos. habita en bosques, capueras y selvas. El Estado de conservación es no amenazada.

## Comportamiento

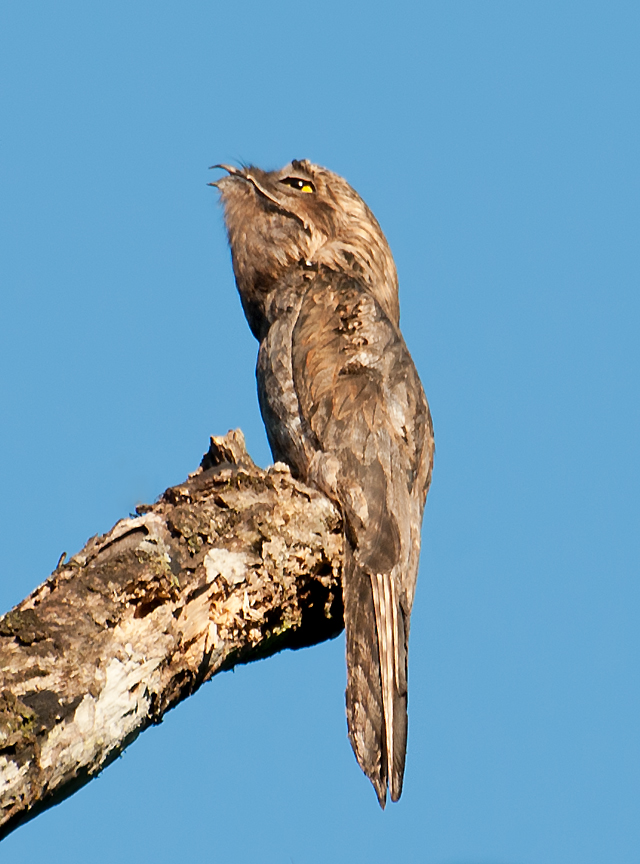
En São Paulo, Brasil

Es una especie sedentaria que habita en los bosques abiertos y sabanas. Pone un solo huevo blanco liliáceo manchado, directamente en una depresión en una rama o tocón de un árbol, el periodo de incubación es de 33 días aproximadamente, el macho se encarga de calentar y cuidar al huevo durante el día y la hembra durante la noche.   
El nictibio urutaú es pariente cercano de los atajacaminos o chotacabras (caprimúlgidos), pero al igual que los otros urutaúes (familia Nyctibiidae o nictíbidos) carece de las vibrisas o cerdas alrededor de la boca presentes en los caprimúlgidos. Tiene de 33 a 38 cm de largo total y es pálido grisáceo tirando al castaño, finamente rayado con negro. Tiene los ojos color naranja o amarillo, relativamente grandes. 
Este insectívoro nocturno caza desde una percha o posición elevada como un alcaudón o tiránido. Pasa el día posado erguido en un tocón de árbol, con el cual se mimetiza como si fuera parte de él. 
Se puede localizar al urutaú menor por la noche por la reflexión de luz de sus ojos amarillos o por su grito que disminuye en intensidad y volumen.

## Nombres comunes
En Ecuador se le conoce como «punta estaca»y puede ser observado en el Bosque del Cerro Colorado y en el jardín Botánico de Guayaquil.  
En Colombia se le conoce como «pájaro bruja» tanto por su particular y penetrante canto, como por la forma de su camuflaje y pico, las cuales causan temor entre muchos habitantes de la zona. Es también muy particular su garganta de color rosado intenso. 
En Perú se le conoce como «ayaymama» debido a su canto que se asemeja al lamento de un niño que dice «¡Ay, ay, mamá!», canto que, además, ha dado lugar a una leyenda de la Mitología de la Amazonia peruana.
En Tabasco México se le conoce como «serenera» por el hecho de aparecer del sereno o niebla en los árboles.
En Bolivia se lo llama «guajojó»; allí vive en el espesor de la selva cercana a los llanos orientales de Santa Cruz y Beni.
En el norte de Argentina y el sur de Bolivia (Tarija, Chuquisaca) se llama «kakuy» (o también su variante españolizada «cacuy»), y el vocablo proviene del quechua, kakuy: permanecer, quedarse. En Argentina también se lo suele llamar por el nombre de "vieja del monte".
En inglés se le conoce como «potoo», onomatopeya del lenguaje jamaiquino criollo.

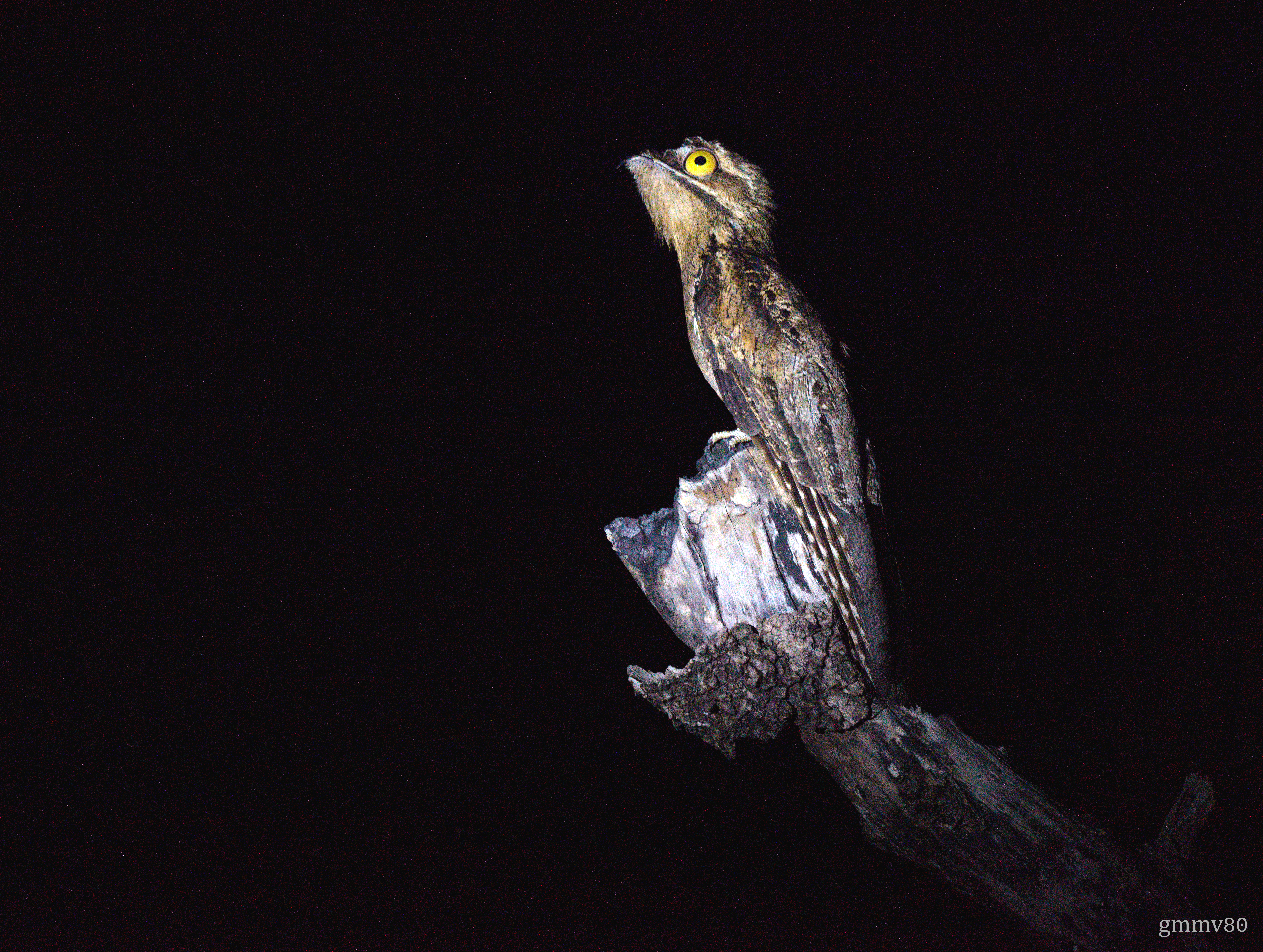
Nyctibius griseus en la Reserva para parque nacional San Rafael/Tekoha Guasu, Paraguay (octubre 2018)

En el Paraguay, es común escuchar a esta ave en verano aunque no tanto en invierno. Es probable que algunas especies migren hacia el norte. El nombre “urutaú” es guaraní. El posible origen del nombre sería “guyrá” pájaro, y “taú” espíritu, duende, fantasma. La traducción sería “pájaro fantasma”. Otro nombre con que se lo conoce es “guaimingüe” o “guaiguĩgüe”. “Guaiguĩ” o “guaimí”, ambas formas son de uso común en el Paraguay, significa anciana. “Güe” vendría de “angue” que es el alma salido del cuerpo.[cita requerida]

## Leyendas asociadas

### Perú
Cuenta la leyenda que una epidemia estaba acabando con la gente de una comunidad nativa. La madre de dos niños, sintiéndose con los primeros síntomas de la enfermedad, quiso salvar del mal a sus hijos y entonces los llevó a un monte lejano y los dejó en ese lugar. Cerca había una linda quebrada, abundante en peces y árboles frutales. Con gran pena los dejó, sabiendo que no los volvería a ver más. Ellos jugaron, comieron frutos y se bañaron en la quebradita, pero ya en la noche sintieron la falta de su madre y partieron en su búsqueda, sin embargo se perdieron en el monte.
Asustados, llorando de pena decían cómo no ser aves para poder volar donde mamá. Entonces el espíritu de la selva tuvo pena y los convirtió en aves y ellos volaron, pero cuando llegaron a su pueblo vieron que ya nadie vivía; todos habían muerto. Desde entonces la leyenda dice que no dejan de volar y volar, y cuando se posan en lo alto de un árbol, cansados de buscar a su madre, hacen oír su canto lastimero: «ayaymamá... ayaymamá...»

### Argentina
Cuenta la leyenda que era una niña muy mala que maltrataba a su hermano, que era noble y trabajador
Éste, cansado, la llevó al bosque, la hizo subir a un árbol y le dijo que esperara hasta que él buscara miel de abejas. Al bajar cortó todas las ramas del árbol y dejó a su hermana en la copa de éste. La niña inquieta porque no volvía sintió miedo y rompió a llorar «kakuy turay», el cual dice la leyenda, es el nombre de su hermano.

### Bolivia
Se cuenta como leyenda que el guajojó era una joven hija de un brujo, el cual, al saber que ella estaba enamorada, mató a su amado. Al darse cuenta la hija del fallecimiento de su amado a manos de su padre esta lo increpa. Sollozando amenaza con dar la noticia por toda su aldea. Para evitar que la noticia saliera a la luz, el brujo convierte en ave a su hija y sus sollozos pasan a ser un lastimero canto que, según los pobladores del oriente boliviano, este canto anticipa la hora de tu muerte y trae mal augurio al que lo oiga.
Leyenda Completa: Érase una vez una niña, tan hermosa como elegante. Era hija del jefe de una tribu que vivía en un claro de la selva. Ella amaba y era amada por un joven de la misma tribu que era apuesto y valiente, pero quizás tenía un corazón más tierno del que debería tener un guerrero.
Cuando el anciano cacique, quien además era un dotado mago, se enteró de este amorío, no consideró al joven digno de su hija y decidió poner fin al romance de la manera más sencilla y rápida. Llamó a su amante y, con la ayuda de sus artes mágicas, lo condujo a la espesura, donde lo mató deliberadamente.
Después de la larga ausencia de su amado, la niña empezó a sospechar y fue a buscarlo a la selva. Al regresar a casa con la dolorosa evidencia de su muerte, sollozó y gritó a su padre, amenazando con contarle a la gente sobre el crimen. El viejo hechicero la convirtió instantáneamente en un pájaro nocturno para que nadie supiera lo que había sucedido. Pero la voz de la desventurada mujer bajaba por la garganta del pájaro, ya través de ella se lamentaba incesantemente por la muerte de su amado.

### Paraguay
Pasaba el tiempo, y la indiferencia de la joven llamó la atención del mburuvichá guasú, el gran jefe, quien era el padre de la doncella. Con el propósito de que su hija se enamore, juntaba a los más destacados karia’y, (mozos) o hijos de carios, aunque fue en vano, ya que la dama no estaba interesada. Preocupado por esta situación que contrariaba las leyes de Tupã (Dios), el avá pajé, (indio brujo), que era el hechicero de esta población. Convocó a una reunión de notables, y surgió la opción de convocarle a Tupã para que pueda interceder.
Tiempo después, los pobladores del táva guasú vieron a un apuesto joven rubio, con ojos azules, y causaba la admiración de todos los que lo observaban en su paso. Cuando la hija del mburuvichá guasú lo vio, sintió una enorme sensación de amor, la chica tembló por primera vez ante la presencia de un hombre. El mburuvichá guasú vio a su hija tan enamorada, y de tan sorprendido que estaba, convocó a una reunión de sabios y ancianos, donde el áva pajé ofició ceremoniosamente e informando que ese joven puede ser el hombre enviado por Tupã. Posterior a esto, se preparó un casamiento, donde llegaron músicos, mancebos, danzarines hechiceros con el objetivo de que la fiesta sea todo un éxito.  Hubo comida en abundancia, frutas, mieles, bailes etc.
Una vez que llegaron a su nuevo hogar, la vida transcurría con normalidad. Pero pese a esto, a la joven mujer le llamaba la atención que su esposo iba rumbo a su trabajo y regresaba recién después de la puesta del sol. Hasta que la joven interrogó a su marido del porqué ocurría esto, el hombre le contestó que le iba a contar un secreto, pero que si lo decía lo iba a perder para siempre. Le explicó que él era el sol, convertido en ser humano y el futuro padre de la criatura que ya se encontraba en las entrañas de la mujer. La bella esposa le confesó su secreto y de allí surgió la leyenda del urutaú.
Al día siguiente, su madre va a visitarla y le preguntó si no seguía preocupada por su esposo, pero la joven se hallaba más sonriente que nunca y con la mirada fija hacia el sol. Nuevamente la madre le consultó como se encontraba, y la bella esposa le confesó su secreto. Caía la noche y el esposo no llegaba, rápidamente la joven recordó las palabras que le dijo su marido. Diciéndole que si confesaba el secreto, nunca más le volvería a ver, y efectivamente eso pasó.
La joven salió corriendo rumbo al bosque llorando y sin consuelo, buscando esconder su dolor, hasta el día que fue la madre de un hermoso niño rubio. El parecido de la criatura con su padre era increíble, la mujer deseaba comunicarse con el sol para contarle la buena nueva y pedirle perdón. La mujer subió un árbol, y ensayó un movimiento y se convirtió en un pájaro, de esta forma deseó subir hasta su amado. Pero nada más pudo posarse en  la copa más alta del árbol donde se encontraba. En este árbol, la joven convertida en ave se quedó llorando en vista que perdió a su amor. La leyenda cuenta que al anochecer, en los bosques paraguayos se escucha el lamento del urutaú, al que durante el día se le ve posado en la copa de un árbol.